# Delphinium semibarbatum
Delphinium semibarbatum är en ranunkelväxtart som beskrevs av Bien. och Pierre Edmond Boissier. Delphinium semibarbatum ingår i släktet storriddarsporrar, och familjen ranunkelväxter. Inga underarter finns listade i Catalogue of Life.